# Jan Cobbaert
Pour les articles homonymes, voir Cobbaert.
Jan Cobbaert, né à Heverlee le 24 juin 1909 et mort le 3 octobre 1995, est un artiste belge pluridisciplinaire qui a fait partie du mouvement CoBrA.
Outre la peinture, il s'est aussi consacré à l'art du dessin, à diverses formes de graphisme, à la céramique, la ferronnerie d'art, au travail du bois, au travail du verre d'art et à la création de bijoux.

## La peinture murale de la piscine de Louvain
La peinture murale (12x7 mètres) était dans le hall de la piscine de Louvain, détruite en 2005. La peinture a été divisée en six morceaux et vendue à un particulier.